# Battlefield: Bad Company 2 Vietnam
Battlefield: Bad Company 2 — Vietnam (с англ. — «Поле боя: Плохая Компания 2 — Вьетнам») — компьютерная игра, многопользовательский тактический шутер от первого лица, являющийся дополнением для Battlefield: Bad Company 2. Игра разработана шведской студией DICE, а издателем является компания Electronic Arts. «Battlefield: Bad Company 2 — Vietnam» вышла 18 декабря 2010 года на персональных компьютерах и игровых консолях Xbox 360 и PlayStation 3. Для установки игры требуется наличие последней версии Battlefield: Bad Company 2 (файлы дополнения скачиваются вместе с одним из патчей). В дополнении отсутствует однопользовательский режим, на конкретных картах мультиплеера сюжет присутствует в виде отрывков из новостей того времени, рассказывающих о различных этапах войны во Вьетнаме.

## Разработка игры
15 июня 2010 года — на выставке E3 компания Electronic Arts сообщила о разработке игры. В этот же день вышел первый трейлер.
17 сентября 2010 года — на выставке Tokyo Game Show был показан геймплей игры, новые карты и виды оружия.
18 декабря 2010 года — игра стала доступна пользователям, сделавшим предварительный заказ в EA Store и Steam.
21 декабря 2010 года — игра поступила в розничную продажу и стала доступна всем остальным пользователям.

## Геймплей
В отличие от оригинальной Bad Company 2, события игры происходят во Вьетнаме во времена Вьетнамской войны. Игрок может сражаться за одну из двух сторон конфликта: США или Северный Вьетнам. Весь транспорт в дополнении заменён на полностью новый, использовавшийся во время войны во Вьетнаме. В игре присутствует новое оружие, а также несколько видов оружия из оригинальной Bad Company 2.
Во многом геймплей идентичен оригинальной игре, из существенных отличий можно отметить отсутствие высокотехнологичных улучшений к оружию. Отметки на карте и над игроками теперь не подсвечены, поэтому часто затруднительно отличить союзника от врага из-за того, что отметки сливаются с фоном. Несмотря на эти отличия, игра по прежнему остаётся сбалансированной. Например, отсутствие самонаведения ракет компенсируется уязвимостью вертолёта для стрелкового оружия. Кроме того, в дополнении увеличена мощность оружия по сравнению с оригинальной игрой, но при этом отсутствуют коллиматорные прицелы и датчики движения.
Режимы игры, а также система улучшений и подсчёта очков остались без изменений. В оригинальной игре и дополнении используется одна и та же учётная запись, поэтому статистика персонажа в них также едина. Ник персонажа, его уровень и степень прокачки конкретных классов в дополнении такие же, как и в оригинальной игре. Статистика нового оружия и техники видна только в дополнении, однако статистика оружия и устройств, доступных в оригинальной Bad Company 2, влияет на обе игры.

## Карты
В игре присутствуют 5 карт, одна из которых была открыта после совершения 69 миллионов командных действий всеми игроками в оригинальной Bad Company 2 и дополнении, на каждой игровой платформе отдельно (первыми карту открыли игроки на PC). Их названия: «Удачная позиция», «Высота 137», «Храм Каосан», «Долина Пхубай» и «Операция Гастингс» (бонусная).

## Музыка
В игре используются популярные песни 1960-х годов. В игре присутствует 48 композиций.
Оригинальные саундтреки
1. Anders Lewen — Muscle Soul (загрузочная песня «Высоты 137»)
2. Anders Lewen — Beehive Yourself
3. Anders Lewen — Gimme Soulshine
4. Anders Lewen — It′s Soul Time
5. Anders Lewen — Memphis Guitar Soul (загрузочная песня «Операции Гастингс»)
6. Alan Darby — Ouija
7. Bernard Rubinstein — Wigging Along
8. Cliff Johns — Rolling Bones
9. Christian Leroux — Surfing Days
10. Cyril Ornadel — Sunday Afternoon
11. Dominic Glynn — The Cherries
12. Daniel Pemberton — Surf Hound Day
13. Denis Hekimian — Day of Devotion
14. Denis Hekimian — Solitary Night
15. Denis Hekimian — Take of Love
16. Denis Hekimian — Flowing Waters
17. Denis Hekimian — Starlight In a Pond
18. Frederic Vitani — Take Your Time
19. Frederic Vitani — We Got the Power
20. Frederic Kooshmanian — Nirvana Express
21. Haralt Winkler — Marching Shadows
22. John O’Brien-Docker — Say You’ll Be Mine
23. John O’Brien-Docker — Susie
24. John O’Brien-Docker — Sock It to Me Baby
25. John O’Brien-Docker — Freak Out
26. John O’Brien-Docker — A Sunny Day
27. John O’Brien-Docker — Samantha
28. Jack Arel — Picture of Spring (загрузочная песня «Храма Каосан»)
29. Jack Arel — L’Amour Et L’Enfer
30. Jean-Claude Petit — Rhythm Under the Skin
31. Jean-Claude Petit — Strange Galaxy
32. Johnny Hawksworth — Backbreaker
33. Marlene Moore — The Connection
34. Patrick Tarnaud — Dreamsville
35. Patrick Tarnaud — Red Pepper
36. Pete Philips — Scramble
37. Peter Smith — Creme Supreme (загрузочная песня «Удачной позиции»)
38. Pierre Dutour — Bewilderment
39. Peter Yorke — State Ceremony
40. Rolf Hug — Running Free
41. Steve Everitt — Flower Power
42. Steve Everitt — Freakout
43. Wolf People — Village Strolling (загрузочная песня «Долины Пхубай»)

Лицензированная музыка
- Creedence Clearwater Revival — Fortunate Son (звучит в главном меню игры)
- Buffalo Springfield — For What It’s Worth (звучит в трейлере игры)

## Оценки и рецензии
| Сводный рейтинг       | Сводный рейтинг                           |
| Агрегатор             | Оценка                                    |
| --------------------- | ----------------------------------------- |
| GameRankings          | (PS3) 88,80 % (X360) 88,00 % (ПК) 84,27 % |
| Metacritic            | (PS3/X360) 88/100 (PC) 86/100             |
| Иноязычные издания    |                                           |
| Издание               | Оценка                                    |
| Destructoid           | [ 14 ]                                    |
| Eurogamer             | 8/10                                      |
| GameSpot              | 8,5/10                                    |
| GamesRadar+           | 9/10                                      |
| GameZone              | 8/10                                      |
| IGN                   | 9,5/10                                    |
| Joystiq               | [ 20 ]                                    |
| PC Gamer (US)         | 90/100                                    |
| VideoGamer            | 8/10                                      |
| Русскоязычные издания |                                           |
| Издание               | Оценка                                    |
| 3DNews                | 9/10                                      |
| Absolute Games        | 79 %                                      |
| Gameplay              | 3,5/5                                     |
| PlayGround.ru         | 8,7/10                                    |
| «Игромания»           | 9/10                                      |
| «Игры Mail.ru»        | 8,5/10                                    |
| «Канобу»              | 8,5/10                                    |
| «ЛКИ»                 | 91/100                                    |

Battlefield: Bad Company 2 Vietnam также, как и оригинальная игра получил в целом положительные отзывы.
Metacritic поставил версиям Xbox 360 и PlayStation 3 88 из 100, а ПК версия имеет 86 из 100. GameRankings оценил дополнение в 88,80% для версии PlayStation 3, версия Xbox имеет 88,00%, а версия ПК имеет 84,27%.
IGN похвалил дополнение как одно из лучших многопользовательских предложений года, поставив ему 9,5 из 10. Destructoid поставил 9 из 10, назвав дополнение «без проблемным» для активных фанатов Battlefield. GameSpot поставил дополнению 8.5 из 10, при этом хваля карты, атмосферу, новые транспортные средства и оружие, но критикуя онлайн-отслеживание статистики и меньшее внимание на продвижение игрока. Joystiq заявил, что он играет иначе, чем в оригинальной игре, но, тем не менее, назвал дополнение успехом, поставив  4 из 5 звёзд.